# معركة طورنه طاغ
معركة طورنه طاغ هي معركة بين الدولة العثمانية وإمارة ذو القدر وهي إقليم حدودي شبه مستقل تحت سيادة دولة المماليك بمصر وقعت المعركة في يوم 13 يونيو 1515 وانتهت المعركة بنصر الدولة العثمانية .

## الخلفية
في عام 1514 شن السلطان العثماني سليم الأول حربا ضد إسماعيل الأول في الدولة الصفوية (إيران حاليا) وكان طريق حملته يمر قريبا من حدود إمارة ذو القدر فطلب السلطان سليم الأول من حاكمها بوزكورت المشاركة بالحملة غير ان الأخير رفض بذريعة كبر سنه وأيضا فأن بعض القبائل الموالية لإمارة ذو القدر ازعجت وحدات الامداد بالجيش العثماني .

## بعد الحملة الصفوية
بعد الحملة على الدولة الصفوية قرر سليم الأول إنهاء أمر تلك الإمارة بدلا من العودة لاسطنبول انتظر بوسط الأناضول مع جيشه الرئيسي وأرسل قوة من 40 ألف مقاتل بقيادة سنان باشا الخادم أحد وزرائه لغزو أراضي إمارة ذو القدر.

## المعركة
وقع القتال مبكراً في 13 يونيو 1515 بالقرب من غوكسون وهي اليوم مدينة بمحافظة كهرمان مرعش في تركيا وانتهت المعركة بانتصار العثمانين الا ان بوزكورت هرب إلى الجنوب قبل ان يقبض عليه واعدم بعد المعركة.

## بعد المعركة
تم إنهاء امر إمارة ذو القدر وتحولت إلى سنجق عثماني وتولى أمرها علي بك (أحد افراد أسرة ذو القدر) ليصبح أول حاكم عثماني للسنجق الجديد.